# 恒山
恒山又名元岳、常山、北岳，明代之前指河北大茂山，清代顺治时因改祭北岳于山西省大同市浑源县玄岳山，遂称浑源玄岳山为恒山。恒山山脉为东北-西南走向，绵延150公里。恒山主峰天峰岭海拔2016.1米，主庙北岳庙，供奉着恒山神，即北岳大帝。

## 历史及文化变迁
地理上的恒山山脉本来并非一座山，而泛指是河北西部到山西浑源的的太行山脉。历史文献中记载，清代前恒山位于今河北涞源、唐县和阜平三县交界的大茂山。”。今天浑源县境内的恒山被称为「今北岳」，大茂山区域的神仙山被称为「古北岳」。
传说舜北巡到恒山时，感慨其雄奇险峻，遂封为北岳，位列五岳之一。《尔雅释山》中记载：“泰山为东岳，华山为西岳，霍山为南岳，恒山为北岳，嵩山为中岳”，五岳的大体指向在先秦时期就已经确立。
秦汉时即在河北北部设立恒山郡，因北岳恒山在郡内而得名。后由于历史上有多位皇帝名字里有个恒字，如汉文帝刘恒，唐穆宗李恒，为避讳，恒山多次改名“常山”。：
清朝人魏源如此评价五岳：“恒山如行，泰山如坐，华山如立，嵩山如卧，唯有南岳（衡山）独如飞”。
2006年3月20日下午1时左右，恒山主峰千峰岭北侧发生火灾，一度危及寺庙群落，21日凌晨被扑灭。

## 恒山悬空寺
恒山悬空寺位于浑源县城与恒山之间，距恒山山门大约三公里，始建于1400多年前的北魏王朝后期，其建筑特色可以概括为“奇、悬、巧”三个字。

## 延伸阅读
[在维基数据编辑]
 《欽定古今圖書集成·方輿彙編·山川典·恆山部》，出自陈梦雷《古今圖書集成》